# Бархоут

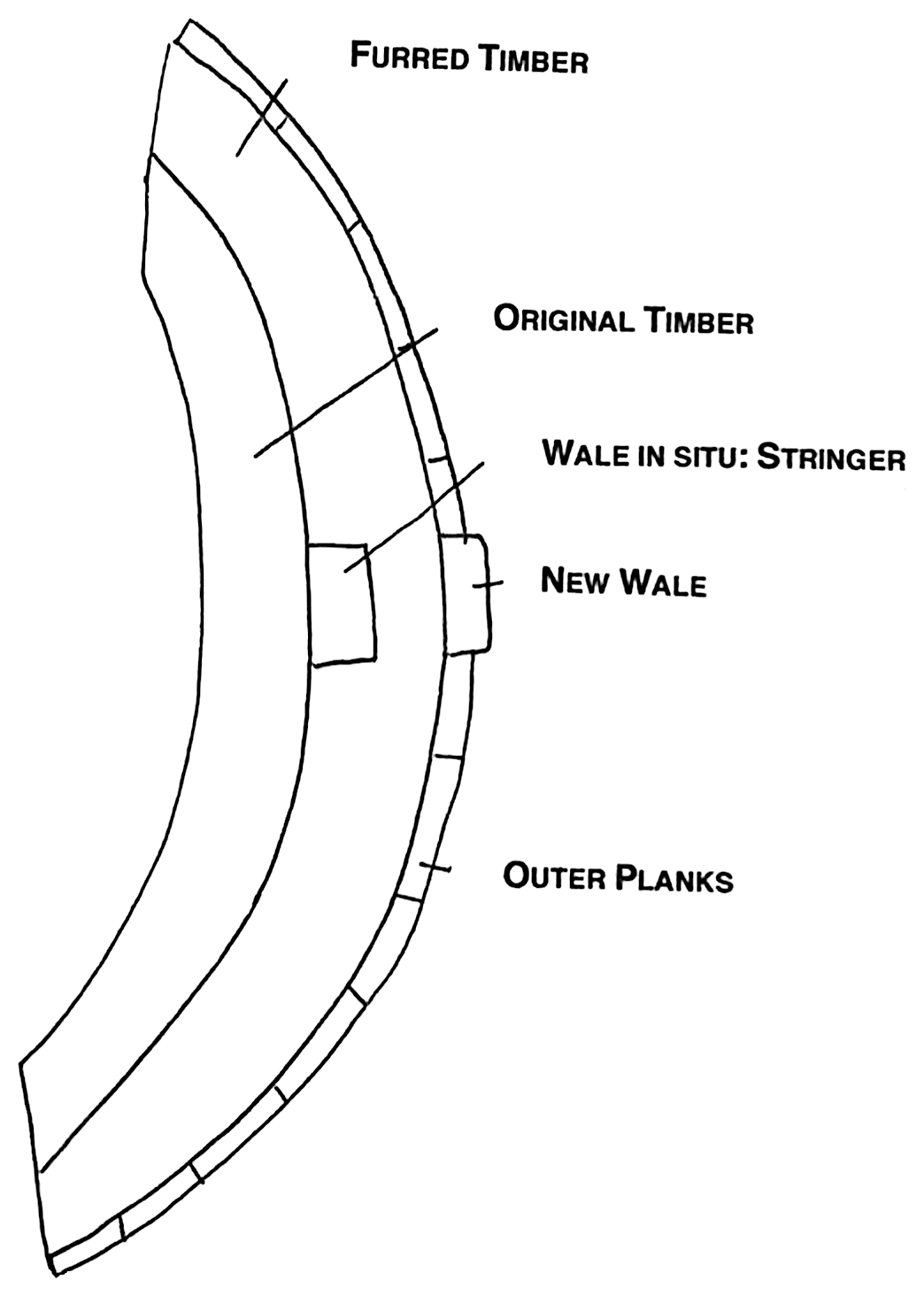
Бархоут старої обшивки (Wale in situ: Stringer) і накладеної поверх неї нової (New Wale)

Бархо́ут, барго́ут (нід. berghout, від bergen — «охороняти», hout — «деревина»), вельс (від англ. wales) чи зовнішній привальний брус — посилений ряд дощок зовнішньої обшивки біля ватерлінії на вітрильних суднах чи сталевий профіль, наваренний на пояс сталевої обшивки корпусу судна.
Назви бархоута англійською мовою: wale, sheer wales, rubbing strip, rubbing strake, rubbibg piece, mainwales, channal wales, sheer wales.

## Опис
Служить для захисту обшивки корпусу судна у процесі швартовки, стоянки біля причалу, абордажу, оскільки виступає назовні від обшивки та приймає перший удар чи тиск на себе при торканні причалу чи іншого судна і зменшує можливість пошкодження корпусу.
Історично бархоутами називалися пояси зовнішньої обшивки дерев'яного корабля, найближчі до його вантажної ватерлінії. Угору вони йшли, звичайно, до рівня портів нижньої батареї (гондека). У наші часи бархоут можна побачити на малих суднах та вітрильниках.
Іноді бархоутом звуть непосилений пояс обшивки судна біля головної ватерлінії, бо спочатку на вітрильниках бархоут був в районі ватерлінії. Сьогодні він може бути і вище і нижче[джерело?].
На старовинних суднах бархоути мали такі назви:
- майн-вельс-бархоут — головний бархоут, розташований під портами гондека (від нижніх луток нижніх портів до рівня нижньої палуби);
- чанель-вельс-бархоут — бархоут над портами гондека;
- шир-вельс-бархоут — бархоут над портами мідлдека;
- шир-стрек-бархоут — бархоут над портами опердека.

## Галерея

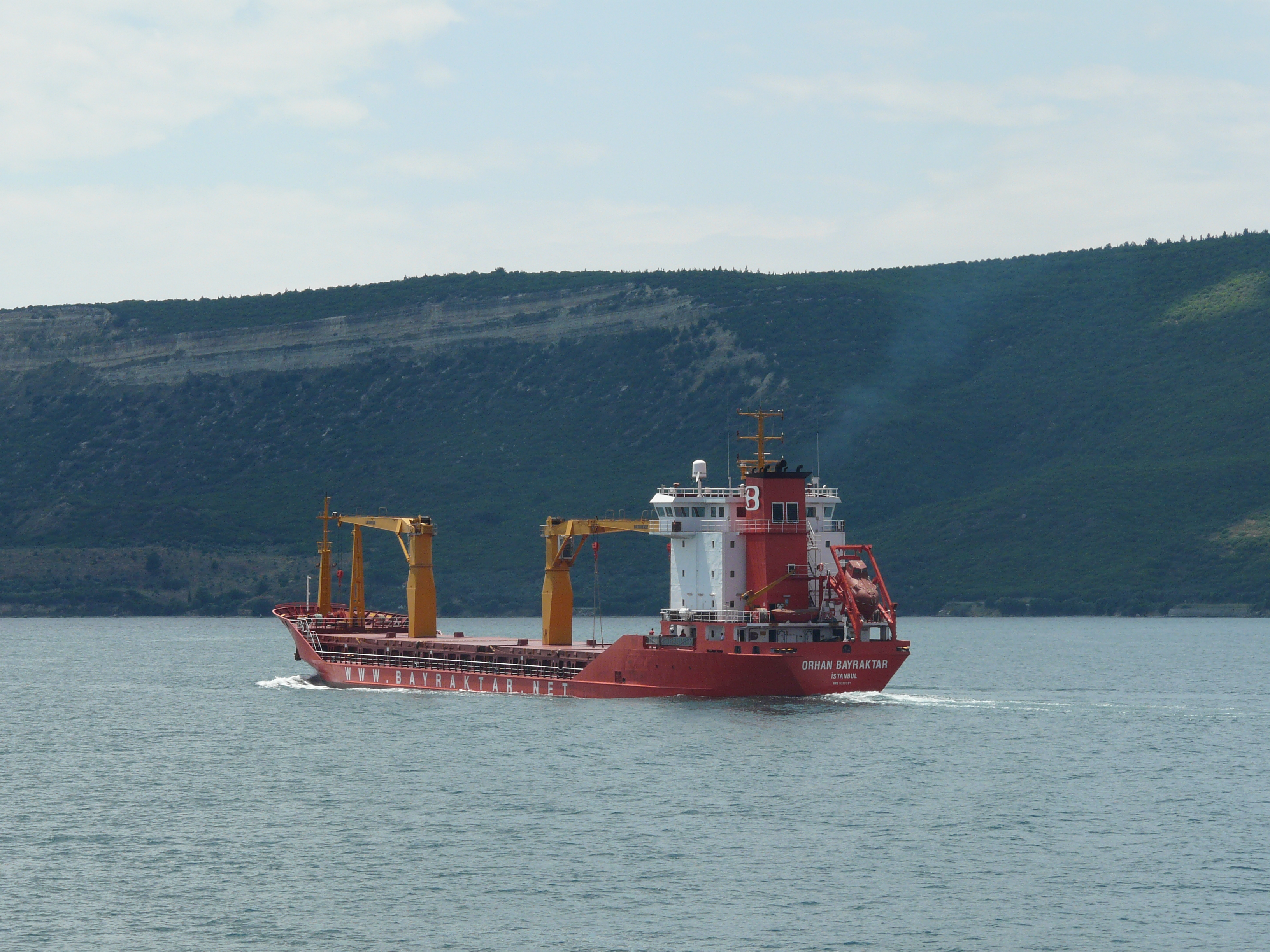
Турецьке судно «Orman Bayraktar» у протоці Дарданелли. Судно має по два бархоути з кожного борту: один в районі главної ватерлінії, а другий на ширстрековому поясі

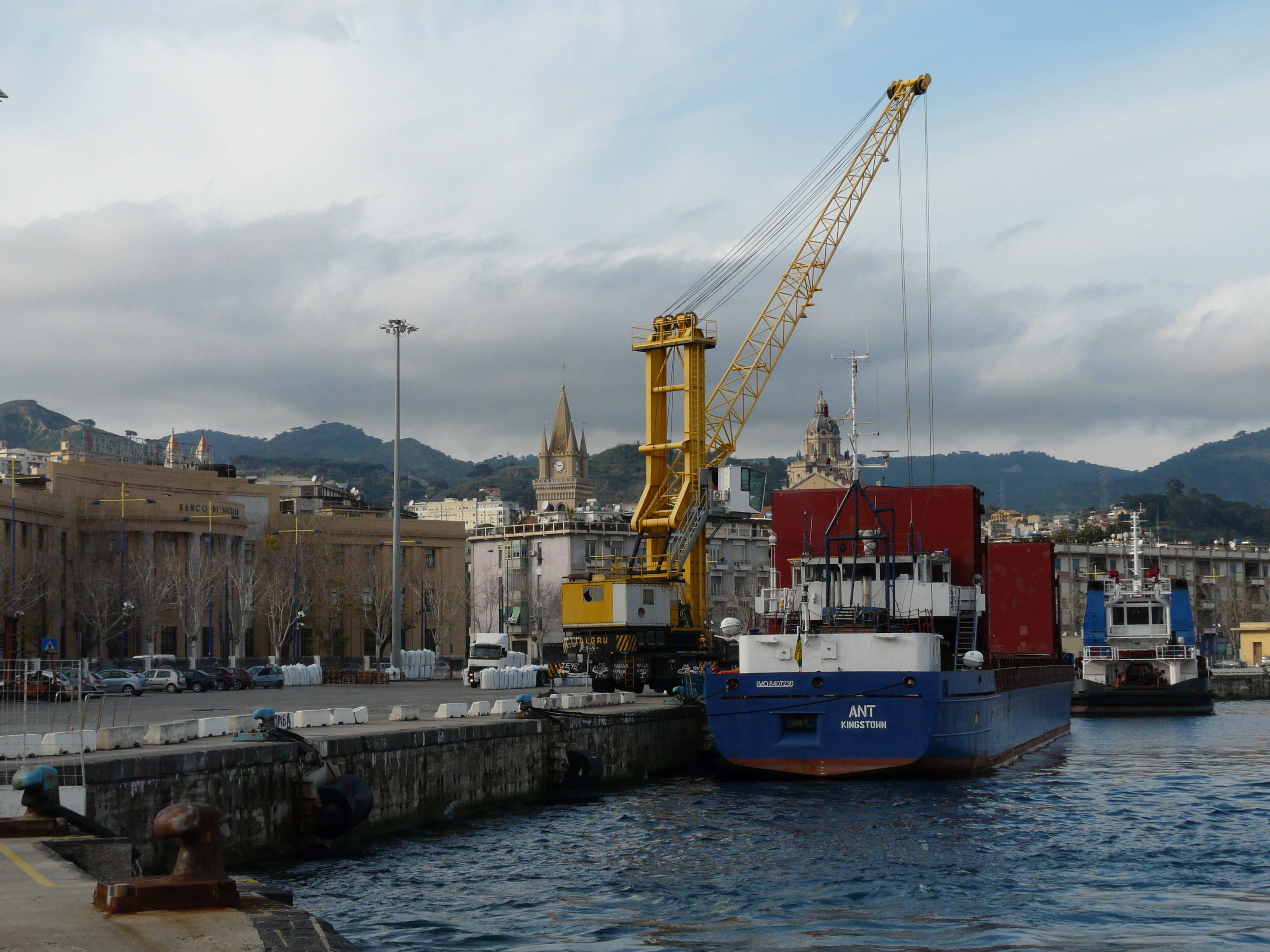
Судно «Ant» у порту Мессіна. Крім звичайних бархоутів біля головної ватерлінії судно має по два завищених бархоути в районі кормових обводів з кожного борту (верхній з яких на ширстречному поясі) і один коротенький бархоут на кормовому транці, понад кормовим якорним клюзом.

.

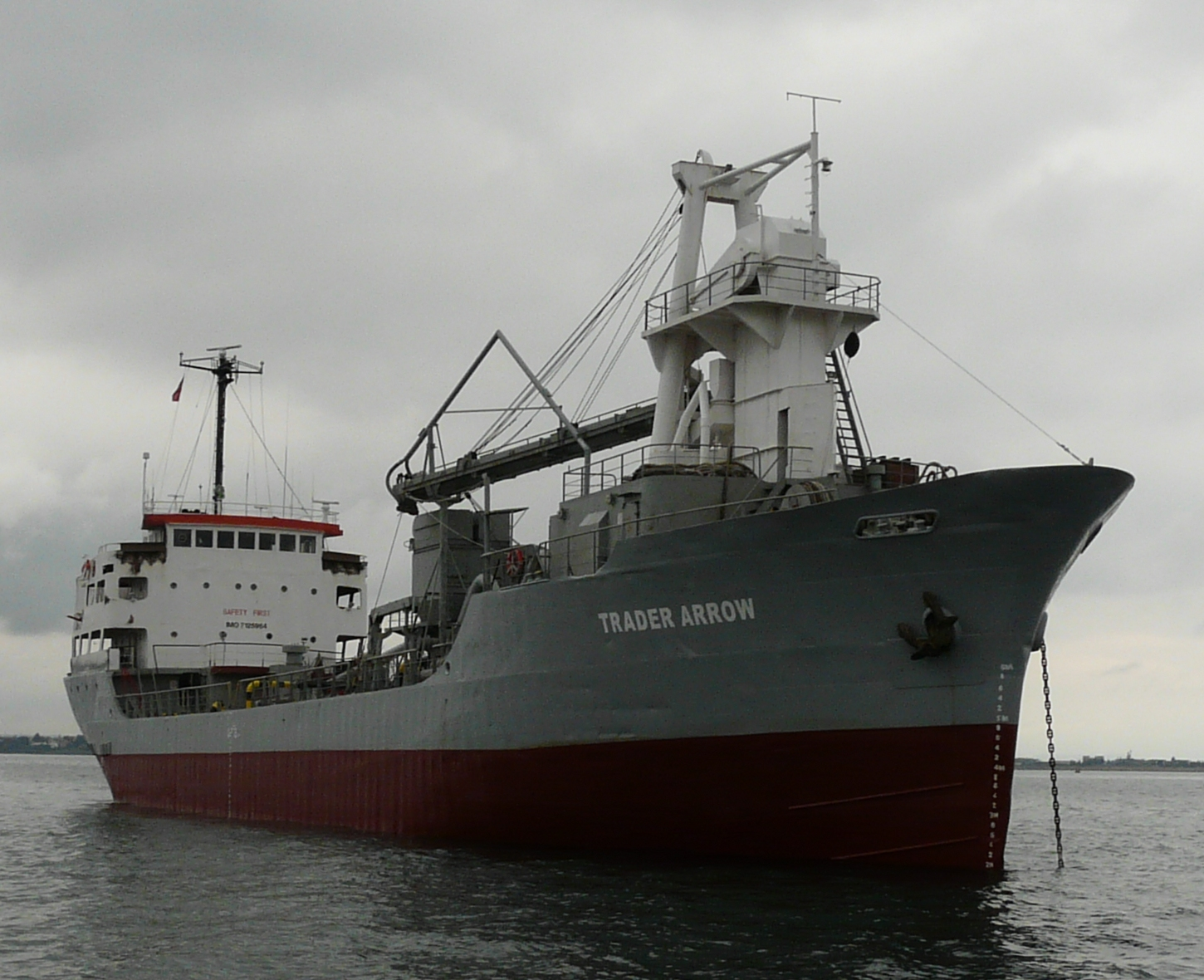
Цементовоз «Trader Arrow» на якорі біля гавані турецького судноремонтного заводу Тузла. 13 березня 2009 року. Це судно не має звичайних бархоутів з боків, але його носові скули захищені двома рядами бархоутів.
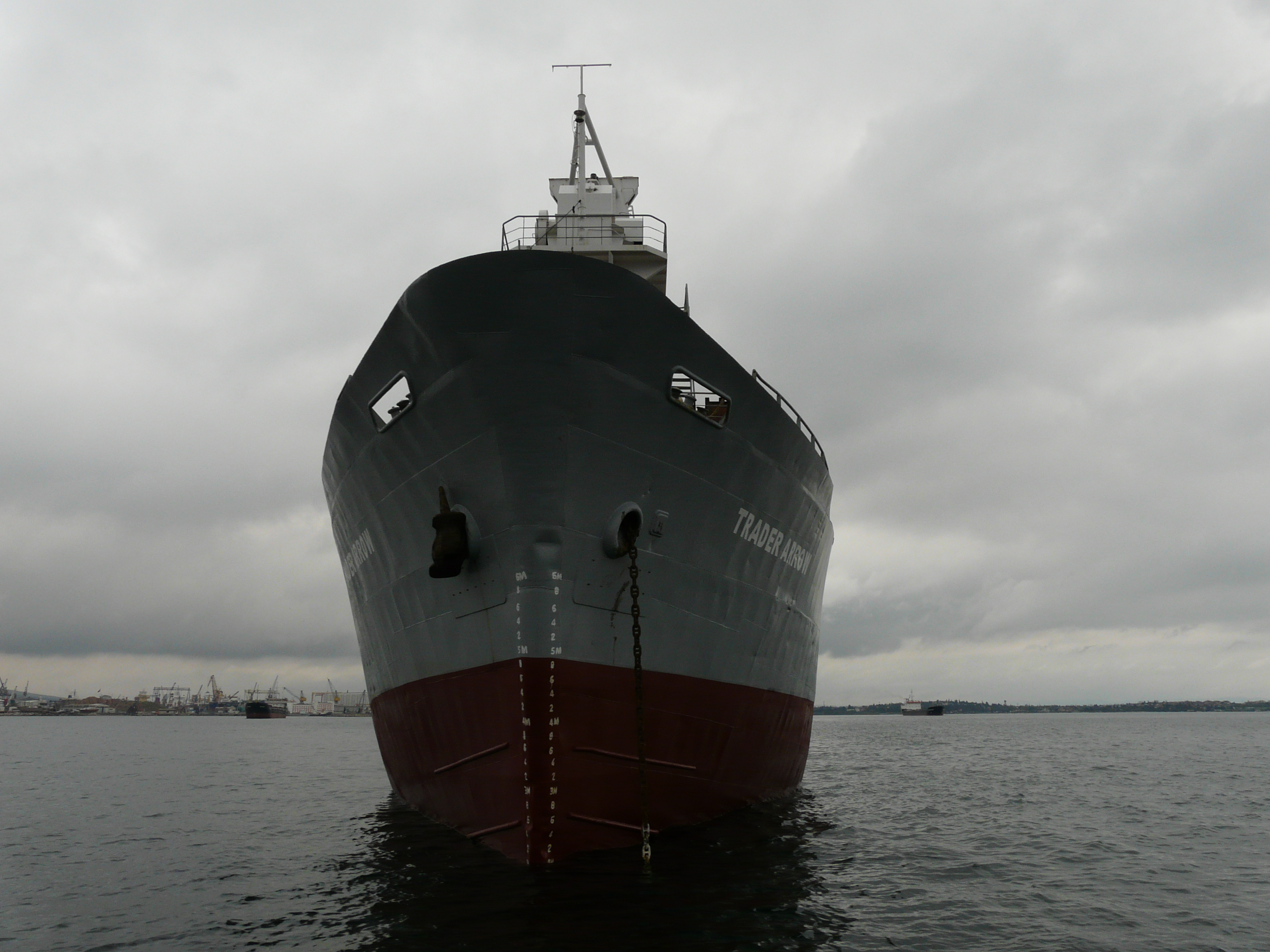
Цементовоз «Trader Arrow» на якорі біля гавані турецького судноремонтного заводу Тузла. 13 березня 2009 року. Два ряди бархоутів на носових скулах служать для посилення обшивки корпусу в місці першого торкання судном причалу, коли судно швартується до нього.